# بیسقفیزن
بیسقفیزن، روستایی از توابع بخش مرکزی شهرستان تربت حیدریه در استان خراسان رضوی ایران است.

## جمعیت
این روستا در دهستان پایین ولایت قرار دارد و براساس سرشماری مرکز آمار ایران در سال ۱۳۸۵، جمعیت آن ۳۸۹ نفر (۱۱۲خانوار) بوده‌است.